# 克拉約瓦

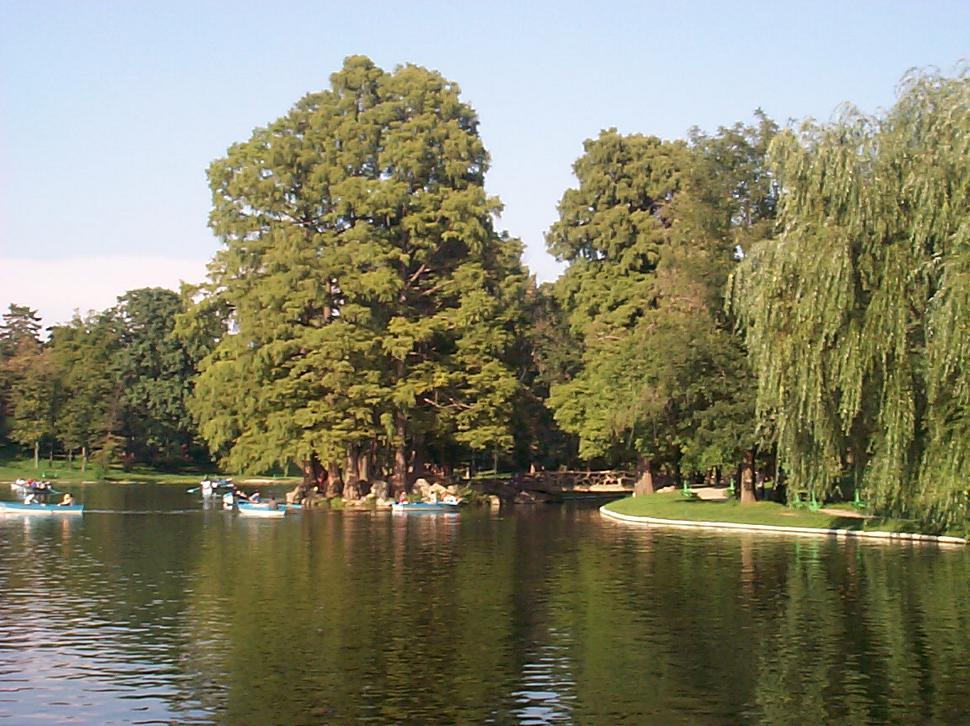
位於克拉約瓦城內的大型公園

克拉約瓦（羅馬尼亞語：[kraˈjova] ⓘ）為羅馬尼亞多爾日縣的首府，位於奧爾特尼亞中部的日烏河西岸，東歐喀爾巴阡山脈的北方及多瑙河的南部。而克拉約瓦也是布加勒斯特西邊的主要商業城市。
克拉約瓦是在古代達基亞人城市的廢墟上所建立，長久以來，它都受到當地的總督所統治。可是，在1395年，這個地方就是歐洲國家第一次擊退鄂圖曼帝國蘇丹巴耶塞特一世進擊的地方。而這個地方最早在16世紀被稱作城市，並開始發展經濟。可是，在1718至1737年間，奧地利哈布斯堡王室統治此地時，它的經濟開始走下坡。
在1877年至1878年的俄土戰爭期間，這個城市因為兩大國的戰爭而從中獲利，經濟及文化急速發展，為今天的發展打下基礎。後來，在羅馬尼亞加入軸心國以前，這個城市更開始工業化的發展。
1960年以後，隨著東歐共產政權開始漫延，羅馬尼亞也成為了共產政權。在共產主義政權統治下，這個城市開始轉向發展汽車、引擎工業、以及航天工業，化學工業、食品工業、工程、電機工程、採礦業及電力工業等。自1989年東歐革命以來，這個城市開始走向產業私有化的道路。直至今天，它成為了布加勒斯特附近一個最重要的商業城市。

## 人口
2002年，克拉約瓦的總人口為302,601人。當地的種族如下（2002年為準）：
- 羅馬尼亞人：292,487人(96.66%)
- 罗姆人：8,820人(2.91%)
- 匈牙利人：218人(0.07%)
- 希臘人：188人(0.06%)
- 義大利人：178人(0.06%)
- 德國人：173人(0.06%)
- 塞爾維亞人：34人(0.01%)
- 烏克蘭人：32人(0.01%)
- 其他：471人(0.16%)

## 經濟
自1989年東歐革命以來，這個城市主要發展了電訊服務、銀行業、保險業及管理諮詢服務等。這個城市亦與其他國家如義大利、比利時、奧地利、德國、瑞士、希臘、以色列等有貿易往來。
而這個城市的工作人口大約為110,000人(2002年為準)，當中38%的人任職工業範疇，另外15%受僱於貿易和修理服務，10%從事運輸及庫存，8%工作於教育方面，而醫學的領域中工作的人則佔5.7%。

## 姊妹城市
- 芬兰库奧皮奧
- 法國楠泰尔
- 法國里昂
- 北馬其頓斯科普里
- 保加利亚弗拉察
- 瑞典乌普萨拉

## 外部連結
- 克拉約瓦官方網頁 （页面存档备份，存于）